# Archidiecezja Kaduna
Archidiecezja Kaduna – diecezja rzymskokatolicka  w Nigerii. Powstała w 1911 jako prefektura apostolska Wschodniej Nigerii. W 1929 przemianowana na prefekturę Północnej Nigerii a w 1934 na prefekturę Kaduna.Diecezja od 1953, archidiecezja od 1959.

## Biskupi ordynariusze
- Arcybiskupi metropolici
  - Abp Matthew Man-oso Ndagoso, od 2007
  - Abp Peter Yariyok Jatau 1975- 2007
  - Abp John MacCarthy, S.M.A. 1959– 1975
- Biskupi diecezjalni
  - Bp John MacCarthy, S.M.A. 1953 – 1959
- Prefekci apostolscy
  - John MacCarthy, S.M.A. 1943.05.14 – 1953.06.29
  - Thomas Hughes, S.M.A. 1934 – 1943
- Prefekci apostolscy Północnej  Nigerii
  - Thomas Hughes, S.M.A. 1934 – 1934
  - Abp William Thomas Porter, S.M.A. 1930– 1933
  - Francis O' Rourke, S.M.A. 1929.05.17 – 1930.03.27
- Prefekci apostolscy Wschodniej Nigerii
  - O. Osvaldo Waller, S.M.A. 1912 – 1929